# Sauvagesia paucielata
Sauvagesia paucielata là một loài thực vật có hoa trong họ Ochnaceae. Loài này được Sastre miêu tả khoa học đầu tiên năm 1971.